# Torre de Tavira
La Torre Tavira és la torre més alta de la ciutat antiga de Cadis (Andalusia, Espanya). Designada torre de guaita el 1778, rep el nom del seu primer guaita: Antonio Tavira. D’estil barroc, va ser construïda al segle xviii i actualment és el tercer punt més alt de la ciutat andalusa, superada per les dues torres de la Catedral, que se situen 58 metres per sobre del nivell del mar, 13 metres més que la Torre Tavira. Està situada en el centre històric de Cadis, dins del recinte de la Casa-Palacio de los Marqueses de Recaño i és una de les principals activitats turístiques de la ciutat, gràcies a la Cambra Fosca que s’hi va instal·lar el 1994.

## Història
El primer Borbó en regnar a Espanya va ser Felip V, durant el segle xviii, al qual la ciutat de Cadis deu el seu segle d’esplendor. Era l’època del comerç colonial amb els territoris colonitzats d’Amèrica Central i Amèrica del Sud i existia l’anomenada Casa de Contractació, fundada l’any 1503 per a fomentar el comerç amb els territoris d’ultramar. L’any 1717 Felip V va decidir traslladar aquesta institució de Sevilla a Cadis, fet que va iniciar el segle d’esplendor econòmic de la ciutat. D’aquella època de comerciants rics amb vides luxoses perviuen a la ciutat més de cent torres mirador. La Torre Tavira era, i és, entre totes elles la més important. Situada en un punt lleugerament més elevat que la resta de la plana ciutat, 45 metres per sobre del nivell del mar i 33 metres sobre el terra, va ser designada torre de guaita el 1778.
La Torre està dividida en 5 pisos, amb dues sales d’exposicions i un mirador. Una de les sales d’exposicions mostra una explicació bàsica de la història i funcionament de la càmera fosca, així com de totes les cambres repartides per Espanya i pel món iguals que les de la Torre Tavira. L’altra sala està dedicada a la ciutat de Cadis: el funcionament del port de la ciutat durant el segle xviii, les rutes comercials amb les colònies americanes, el posicionament de les cases dels antics comerciants rics, al·lusions històriques a les Corts de Cadis (1812)...

## La cambra fosca com a espectacle
L’ajuntament de Cadis és el propietari de la Torre Tavira, però, així i tot, des del 1994 funciona a partir d’una gestió privada a través d’una concessió administrativa que es va concedir per la construcció de la cambra fosca. La impulsora del projecte, després de la visita a la càmera obscura a la Torre Outlook a Edimburg, Escòcia, va decidir que la cambra fosca que es plantejava construir a Cadis havia d’estar situada en “un lloc emblemàtic i amb excel·lents vistes”. D’aquesta manera, després de sortir a concurs públic, amb vint dies de risc en els quals qualsevol projecte podia optar a la concessió, la Torre Tavira va ser cedida per a la construcció de la cambra fosca.

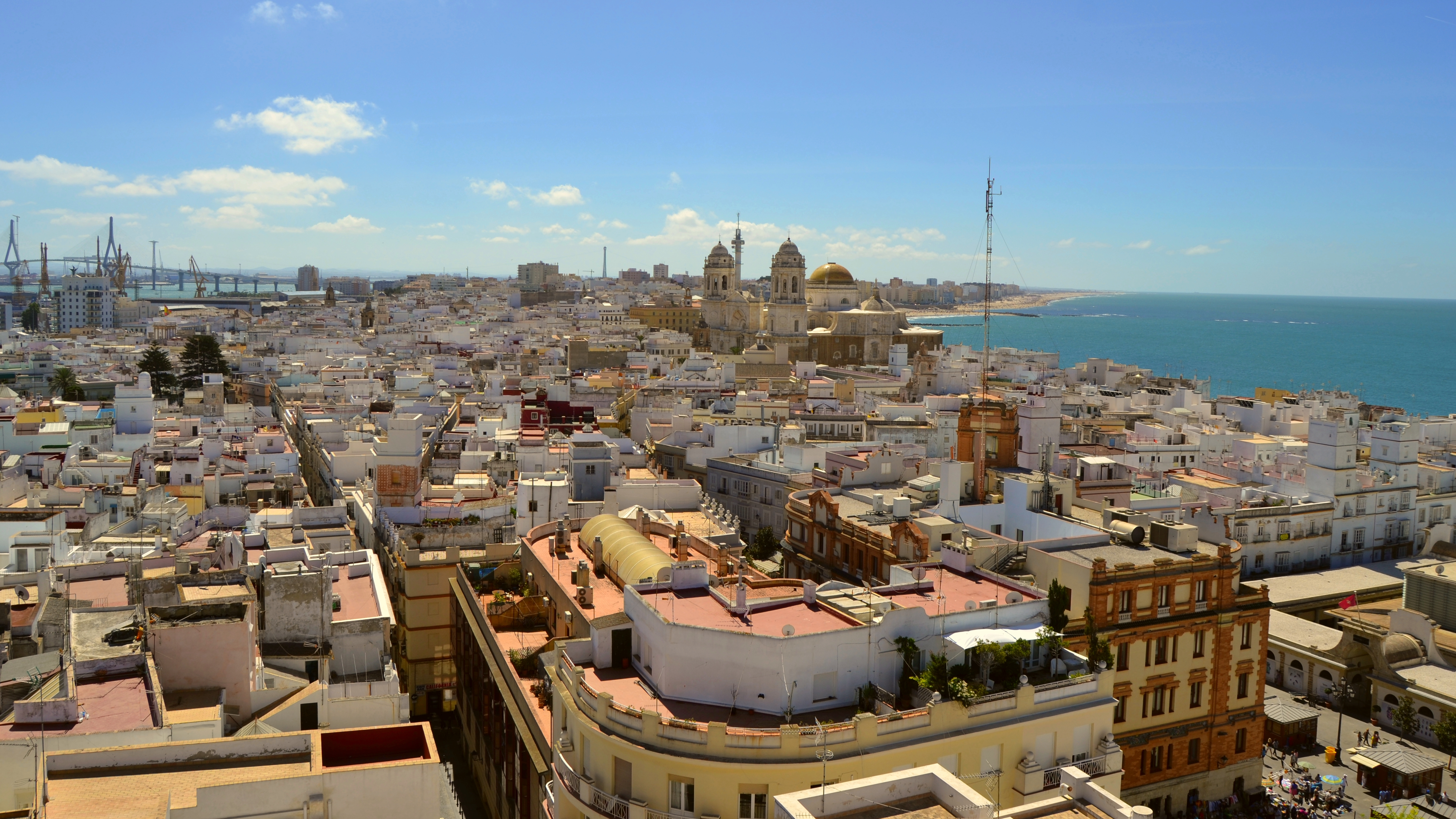
Vistes des de la Torre Tavira, Cadis.

Aquesta és una habitació completament negra amb un espai de projecció, el qual és una pantalla blanca còncava. A sobre d’aquesta pantalla, al sostre, hi ha situat un tub el qual, a partir d’un joc de miralls i un periscopi, s’encarrega de fer entrar la llum a la sala. Concretament, el tub sobresurt pel sostre de la torre i compta amb unes lents d’augment, un mirall giratori i una finestra per la qual entren les imatges panoràmiques. Dins de l’espai de l’habitació hi caben entre unes 15 i 20 persones, les quals se situen al voltant de la pantalla de projecció, en la qual durant uns 15 minuts es mostra una vista que gira fins a 360° per a contemplar una panoràmica total de la ciutat des del mar i la badia en moviment.
La cambra fosca de la Torre Tavira és considerada un ”exemple significatiu de l’ús d’un bé patrimonial amb fins turístics i de desenvolupament econòmic” (M. B. Cañellas, L. M Pereira i J. F. Manchado, 2021) Des del març del 2005 i segons el Decret 95/2005, aquesta es va convertir en un bé d’interès cultural en categoria de monument, i anualment rep més de 100.000 visitants. Segons el Diario de Cadis, de fet, la Torre Tavira va ser l’equipament cultural i turístic més visitat l’any 2018. Totes aquestes dades reforcen el fet que un dels edificis més emblemàtics de la ciutat de Cadis, que fins a l’obertura de la càmera fosca estava tancat al públic, i s’ha convertit en una iniciativa de desenvolupament pel sector turístic, incrementant considerablement l’oferta cultural de la zona.
La rellevància de la Torre Tavira també s'estén a escala internacional. Altres localitats han agafat la patent de la càmera fosca de la Torre (núm. U9701729) per tal d'instal·lar-la en els seus respectius edificis emblemàtics; com per exemple a Jerez, L’Alcázar, a Ecija, Sevilla, i a Lisboa, Portugal. El mateix equip de la Torre Tavira ha iniciat un projecte anomenat “Camara Oscura World” i dut a terme en format de pàgina web, en el qual reuneixen totes les cambres fosques repartides pel món, afegint fotografies, explicacions i curiositats de cadascuna d’elles.